# Radio 2
Radio 2 var en dansk kommerciel radiokanal, der i sine sidste år var ejet af SBS Radio, der bl.a. også driver The Voice.
Kanalens navn refererer til TV 2/Danmark, der grundlagde stationen sammen med det daværende Tele Danmark 1. marts 1997. Tele Danmark ejede 70%, TV 2 25% og Dansk Røde Kors de resterende 5% af aktierne. Stationen havde hovedsæde i København og blev ledet af Hans Otto Bisgaard, mens nyhedsudsendelserne, Radio 2 Nyhederne, blev produceret af TV 2 Nyhedernes redaktion i Odense.
Målet var oprindeligt at blive Danmarks fjerde landsdækkende jordbaserede FM-kanal, men med en placering på kabel-tv-nettet, der dengang kun nåede ud til cirka halvdelen af befolkningen, stod det hurtigt klart, at det ikke kunne lade sig gøre. Politisk stod det allerede klart i sommeren 1998, at der var stemning for at tildele DR den fjerde landsdækkende kanal, mens man undersøgte mulighederne for at give en sammenslutning af lokale radiostationer den femte landsdækkende radiokanal.
Lyttertallet var beskedent trods et værtshold med flere folkekære kendisser headhuntet fra DR, bl.a. Jørn Hjorting, Alex Nyborg Madsen, Monica Krog-Meyer, Michael Juul Sørensen og Georg Julin.  Stationens første regnskab udviste et minus på 37 mio. kr. på bundlinjen. Stationen blev allerede i foråret 1998 solgt til amerikanske Clear Channel Communications. I juli 2003 solgte Clear Channel stationen til SBS Broadcasting for godt 130 mio. kr.
Kanalens musikprofil var overvejende adult contemporary med hits fra 1980'erne, 1990'erne og 2000'erne.
Foruden kabel og satellit sendte Radio 2 fra 1999 også via lokale lånte sendetilladelser i Nordjylland, Randers, Århus, Fredericia, Helsingør, København samt på Fyn. Det betød, at de forskellige Radio 2-stationer landet over havde forskellige programflader og også var forpligtet til at sende lokale nyheder. Via kabel-tv og satellit distribueredes dog den københavnske version af kanalen. Efter at have været en ren musikkanal fra Clear Channel's overtagelse i 1998 til 2003, blev stationen relanceret i forbindelse med lukningen af søsterkanalen POP FM i 2005, hvor Radio 2 overtog dennes frekvenser. I den forbindelse fik Radio 2 programmer med studieværter tilknyttet størstedelen af dagen.
Radio 2 og The Voice var i mange år nogle af de største konkurrenter til DR's radiokanaler. De blev dog i 2003 overhalet indenom af Radio 100FM og Sky Radio.
SBS Radio lukkede Radio 2 4. februar 2008 og erstattede den med rockkanalen Radio City, der dog også blev lukket i foråret 2009. Mange af de frekvenser som Radio 2 brugte, er senere overgået til SBS Radios nyere landsdækkende radiokanal, Nova FM.
Samme år som overgangen fra Radio 2 til Radio City fandt sted, overtog SBS Radio atter et kuldsejlet radioprojekt, nemlig den dyrt profilerede TV 2 Radio, der i modsætning til Radio 2 havde en landsdækkende FM sendetilladelse (den gamle Sky Radio-tilladelse).
SBS Radio og TV 2 | DANMARK A/S stiftede i fællesskab selskabet Radio 2 A/S, senere RADIO NOVA A/S, som dannede ramme om et nyt radioprojekt, hvor SBS ejer 70% af Nova FM og TV 2 den resterende del.
Ligesom i det oprindelige Radio 2 leverer TV 2 | DANMARK A/S nyheder til Nova fm.

## Værter
- Flemming Beck
- Jan Brodde
- Mikkel Elsgaard
- Henrik Foersom
- Jørn Hjorting
- Georg Julin
- Monica Krog-Meyer
- Nikolaj Vraa
- Michael Juul Sørensen
- Hans Otto Bisgaard
- Christina Leander

## henvisninger
- Dansk Radio
- Om Radio 2 på Søndag Aften
- POP FMs bevarede hjemmeside fra 2005, hvor Radio 2 overtog stationens frekvenser og relancerede sig selv